# Juravlînka, Radomîșl
Juravlînka (în ucraineană Журавлинка) este un sat în comuna Pîlîpovîci din raionul Radomîșl, regiunea Jîtomîr, Ucraina.

## Demografie
Componența lingvistică a localității Juravlînka
     Ucraineană (100%)
Conform recensământului din 2001, toată populația localității Juravlînka era vorbitoare de ucraineană (100%).